# Абсолютний нуль

Нуль Кельвіна (−273,15 °C) визначається як абсолютний нуль.

Абсолю́тний ну́ль температу́ри — початок відліку абсолютної температури за термодинамічною шкалою (0 «нуль» за шкалою Кельвіна). Абсолютний нуль температури на 273,16 K нижчий за температуру потрійної точки води (або на 273,15 °C нижчий за нуль температури за шкалою Цельсія).
Температура, за якої значна молекулярна діяльність припиняється. Найнижча можлива температура, за якої, за законом Гей-Люссака, тиск ідеального газу дорівнював би нулеві, бо за абсолютного нуля тепловий рух молекул тіла настільки слабкий, що енергія не може передаватися іншим тілам; відповідно до третього закону термодинаміки (теорема Нернста), при прямуванні температури системи до абсолютного нуля температури, до нуля прямують і її ентропія, теплоємність, коефіцієнт теплового розширення. При абсолютному нулі температури припиняються хаотичні рухи атомів, молекул, електронів, що визначають температуру системи, але залишаються їхні регулярні рухи, що описуються квантовою механікою, наприклад нульові коливання атомів у ґратці, з якими зв'язана нульова енергія.

## Значення абсолютного нуля
Абсолютний нуль дорівнює за шкалою:
- Кельвіна — 0 K
- Фаренгейта — −459,67 °F
- Цельсія — −273,15 °C
- Ранкіна — 0 °R (°Ra)

## Експерименти
Досягнення температур, що гранично наближаються до абсолютного нуля температури, становить складну експериментальну проблему. Вивченням цих проблем займається кріофізика.
У 2000 році фінські вчені з Helsinki University of Technology досягли температури 0,1×10−9 К (одна десятимільярдна частка К понад абсолютним нулем). У 2003 році американські вчені з Массачусетського технологічного університету (MIT) під керівництвом Нобелівського лауреата (2001) Вольфганга Кеттерле досягли показників у 0,45·10−9 К.
При абсолютному нулі (−273.15 градуси C або −459,67 градусів F) весь рух атомів зупиняється, оскільки процес охолодження витягнув всю енергію частинок. Удосконалюючи методи охолодження, вченим вдалося все ближче наблизитися до абсолютного нуля. При кімнатній температурі атоми рухаються зі швидкістю реактивного літака. При новій рекордно низькій температурі атоми рухаються в мільйон разів повільніше — їм потрібно півхвилини, щоб переміститися на один дюйм.